# Ryparosa porcata
Ryparosa porcata är en tvåhjärtbladig växtart som beskrevs av P.F. Stevens. Ryparosa porcata ingår i släktet Ryparosa och familjen Achariaceae. Inga underarter finns listade i Catalogue of Life.